# Ricardo Ernesto Gómez
Ricardo Ernesto Gómez (San Miguel de Tucumán, Tucumán, Argentina, 23 de octubre de 1981) es un exfutbolista que se desempeñaba como mediocampista ofensivo o enganche.

## Biografía
Futbolista zurdo, comenzó a jugar al fútbol profesionalmente recién a los 22 años, en Juventud Antoniana, en la Primera "B" Nacional. Tras sufrir el descenso con el equipo salteño en 2006 tuvo su primera oportunidad en la primera división al ser transferido a Gimnasia y Esgrima de Jujuy. En su primer campeonato en el club se ganó un puesto en el equipo titular gracias a sus buenas actuaciones. Sin embargo, no pudo convertir ningún gol hasta el campeonato siguiente, el Torneo Clausura 2007 en la derrota de Gimnasia ante San Lorenzo; También le marcó en el Torneo Apertura 2007 a Quilmes. Pasó un año y medio luchando por el puesto, entrando en el segundo tiempo, y sin poder convertir. Hasta que en el Torneo Apertura 2008, se consolidó con la camiseta N.º 10 del equipo y pudo marcar dos goles: a Independiente y a Banfield.
A mediados de 2011 fue transferido a Rosario Central. Para la temporada 2012/13 Gómez volvió a Colón de Santa Fe. Allí consolidó una genial dupla creativa junto con Iván Moreno y Fabianesi. A partir de la temporada 2014/15 jugará para Club Sportivo Belgrano de la ciudad de San Francisco. Luego de un retorno por Juventud Antoniana, se retiró jugando en Gutiérrez Sport Club. En 2018 comenzó a trabajar en Juventud como entrenador en las divisiones juveniles.

## Clubes
| Club                            | País      | Año         |
| ------------------------------- | --------- | ----------- |
| Juventud Antoniana              | Argentina | 2003 - 2006 |
| Gimnasia de Jujuy               | Argentina | 2006 - 2009 |
| Colón                           | Argentina | 2009 - 2011 |
| Rosario Central                 | Argentina | 2011 - 2012 |
| Colón                           | Argentina | 2012 - 2013 |
| Patronato                       | Argentina | 2013 - 2014 |
| Club Sportivo Belgrano          | Argentina | 2014        |
| Club Atlético Chacarita Juniors | Argentina | 2015        |
| Juventud Antoniana              | Argentina | 2015 - 2017 |
| Gutiérrez Sport Club            | Argentina | 2017        |

| Club                         | Temporada           | Liga  | Liga  | Liga  | Copas Nacional | Copas Nacional | Copas Nacional | Copas Internacional | Copas Internacional | Copas Internacional | Total | Total | Total |
| Club                         | Temporada           | Part. | Goles | Asis. | Part.          | Goles          | Asis.          | Part.               | Goles               | Asis.               | Part. | Goles | Asis. |
| ---------------------------- | ------------------- | ----- | ----- | ----- | -------------- | -------------- | -------------- | ------------------- | ------------------- | ------------------- | ----- | ----- | ----- |
| Juventud Antoniana Argentina | 2003-06             | 98    | 6     | ?     | -              | -              | -              | -                   | -                   | -                   | 98    | 6     | ?     |
| Juventud Antoniana Argentina | Total               | 98    | 6     | ?     | -              | -              | -              | -                   | -                   | -                   | 98    | 6     | ?     |
| Gimnasia de Jujuy Argentina  | 2006-07             | 31    | 3     | 6     | -              | -              | -              | -                   | -                   | -                   | 31    | 3     | 6     |
| Gimnasia de Jujuy Argentina  | 2007-08             | 24    | 0     | 0     | -              | -              | -              | -                   | -                   | -                   | 24    | 0     | 0     |
| Gimnasia de Jujuy Argentina  | 2008-09             | 37    | 4     | 2     | -              | -              | -              | -                   | -                   | -                   | 37    | 4     | 2     |
| Gimnasia de Jujuy Argentina  | Total               | 92    | 7     | 8     | -              | -              | -              | -                   | -                   | -                   | 92    | 7     | 8     |
| Colón Argentina              | 2009-10             | 32    | 0     | 8     | -              | -              | -              | 1                   | 0                   | 0                   | 33    | 0     | 8     |
| Colón Argentina              | 2010-11             | 8     | 0     | 0     | -              | -              | -              | -                   | -                   | -                   | 8     | 0     | 0     |
| Colón Argentina              | Total               | 40    | 0     | 8     | -              | -              | -              | 1                   | 0                   | 0                   | 41    | 0     | 8     |
| Rosario Central Argentina    | 2011-12             | 36*   | 2     | 2     | 4              | 0              | 0              | -                   | -                   | -                   | 40    | 2     | 2     |
| Rosario Central Argentina    | Total               | 36    | 2     | 2     | 4              | 0              | 0              | -                   | -                   | -                   | 40    | 2     | 2     |
| Colón Argentina              | 2012-13             | 17    | 0     | 3     | -              | -              | -              | 2                   | 0                   | 1                   | 19    | 0     | 4     |
| Colón Argentina              | Total               | 17    | 0     | 3     | -              | -              | -              | 2                   | 0                   | 1                   | 19    | 0     | 4     |
| Patronato Argentina          | 2013-14             | 30    | 0     | 1     | -              | -              | -              | -                   | -                   | -                   | 30    | 0     | 1     |
| Patronato Argentina          | Total               | 30    | 0     | 1     | -              | -              | -              | -                   | -                   | -                   | 30    | 0     | 1     |
| Sportivo Belgrano Argentina  | 2014                | 9     | 0     |       | -              | -              | -              | -                   | -                   | -                   | 9     | 0     |       |
| Sportivo Belgrano Argentina  | Total               | 9     | 0     |       | -              | -              | -              | -                   | -                   | -                   | 9     | 0     |       |
| Chacarita Argentina          | 2015                | 3     | 0     | 0     | 1              | 0              |                | -                   | -                   | -                   | 4     | 0     | 0     |
| Chacarita Argentina          | Total               | 3     | 0     | 0     | 1              | 0              | -              | -                   | -                   | -                   | 4     | 0     | 0     |
| Juventud Antoniana Argentina | 2015                | 33    | 5     |       | -              | -              | -              | -                   | -                   | -                   | 33    | 5     |       |
| Juventud Antoniana Argentina | Total               | 33    | 5     |       | -              | -              | -              | -                   | -                   | -                   | 33    | 5     |       |
| Total en su carrera          | Total en su carrera | 356   | 20    | 22    | 5              | 0              | 0              | 3                   | 0                   | 1                   | 364   | 20    | 23    |

## Estadísticas
- Todos sus partidos en Colón (enlace roto disponible en Internet Archive; véase el historial, la primera versión y la última).